# Episodi di Warrior (terza stagione)
La terza e ultima stagione della serie televisiva Warrior, composta da dieci episodi, è stata distribuita dal servizio streaming statunitense Max dal 29 giugno al 17 agosto 2023.
In Italia, la stagione è andata in onda in prima visione sul canale satellitare Sky Atlantic dal 2 febbraio al 1º marzo 2024. In chiaro la stagione è stata trasmessa in prima visione su Rai 4 dal 5 agosto al 2 settembre 2024.
| nº | Titolo originale                                 | Titolo italiano                                           | Pubblicazione USA | Prima TV Italia  |
| -- | ------------------------------------------------ | --------------------------------------------------------- | ----------------- | ---------------- |
| 1  | Exactly the Wrong Time to Get Proud              | Il momento peggiore per fare gli orgogliosi               | 29 giugno 2023    | 2 febbraio 2024  |
| 2  | Anything Short of a Blow to the Head             | Qualcosa oltre un colpo alla testa                        | 29 giugno 2023    | 2 febbraio 2024  |
| 3  | No Time for F*cking Chemistry                    | Non c'è tempo per la fottuta chimica                      | 29 giugno 2023    | 9 febbraio 2024  |
| 4  | In Chinatown, No One Thinks About Forever        | A Chinatown, nessuno pensa al per sempre                  | 6 luglio 2023     | 9 febbraio 2024  |
| 5  | Whiskey and Sticky and All the Rest Can Wait     | Whiskey e sesso, il resto può aspettare                   | 13 luglio 2023    | 16 febbraio 2024 |
| 6  | A Soft Heart Won't Do You No Favors              | Un cuore tenero non ti servirà a niente                   | 20 luglio 2023    | 16 febbraio 2024 |
| 7  | Gotta Be Crooked to Get Along in a Crooked World | Devi essere disonesto per cavartela in un mondo disonesto | 27 luglio 2023    | 23 febbraio 2024 |
| 8  | You Know When You're Losing a Fight              | Sai quando stai perdendo la lotta                         | 3 agosto 2023     | 23 febbraio 2024 |
| 9  | All of Death Is a Going Home                     | La morte è ritornare a casa                               | 10 agosto 2023    | 1º marzo 2024    |
| 10 | A Window of F*cking Opportunity                  | Si è aperta una fottuta opportunità                       | 17 agosto 2023    | 1º marzo 2024    |

## Il momento peggiore per fare gli orgogliosi
- Titolo originale: Exactly the Wrong Time to Get Proud
- Diretto da: Nima Nourizadeh
- Scritto da: Jonathan Tropper

### Trama
La tong della Long-Zi rompe i trattati di pace con quella avversaria della Hop-Wei vendendo oppio nel loro territorio. Ah Sahm, totalmente reintegrato in essa, scatena una rivolta, incrociando, seppur per brevissimo tempo, le sue tecniche di combattimento con quelle di Li Yong. La polizia, sempre più numerosa e presente sulle loro strade a solo scopo elettorale per favorire la campagna elettorale a sindaco di Walter Buckley, termina la rivolta. La repressione impressa su territorio cinese obbliga la Hop-Wei a chiedere le protezioni arretrate per sopravvivere economicamente. Il sergente Bill O'Hara continua la riconciliazione con la moglie e la sua famiglia, e sembra che un'eventuale sua nomina a capo della polizia possa servire allo scopo. Buckley però affida questa carica a Benjamin Atwood, uno spietato colonnello proveniente dalla Union Army. Dopo la disfatta della Fung-Hai, Mai Ling assorbe nella sua organizzazione la Jing Yao Tong. Il suo leader, Kong Pak, è un amico di vecchia data di Li Yong. Di notte la boss dei Long Zi continua a trattare complotti insieme a Buckley al fine di danneggiare, per poi sconfiggere la Hop-Wei. Dylan Leary tenta la strada della politica per liberarsi dei cinesi e tratta con degli imprenditori all'interno del consiglio cittadino. Il boss irlandese mostra difficoltà nel suo nuovo ruolo, ma riesce a sistemare una ventina dei suoi uomini a patto che lavorino con operai cinesi. Richard Lee, ormai ex poliziotto e ricercato per aver ucciso una persona durante la rivolta degli irlandesi in territorio cinese, frequenta assiduamente il bar di Happy Jack ed ha una relazione stabile con la sua barista, Abigail. Ah Toy continua a frequentare a Sonoma Nellie Davenport ed ha una proposta di lavoro da parte della sua amante riguardo una gestione di un nuovo vigneto che aprirà a breve. Ah Toy però non vuole lasciare la casa per appuntamenti ed i vari affari che possiede per China Town. Wang Chao presenta a Mai Ling donne di alta società americana, mal viste però da Li Yong. Poi guida Ah Sahm, Young Jun e Hong sul molo per risolvere i problemi economici che affligge da tempo la loro organizzazione.

## Qualcosa oltre un colpo alla testa
- Titolo originale: Anything Short of a Blow to the Head
- Diretto da: Dustin Nguyen
- Scritto da: Brad Kane

### Trama
Due agenti del tesoro, tra cui il comandante Edmund Mosley approdano nel nord della California in cerca delle matrici addette alla stampa di denaro falso, finite intanto nelle mani di Ah Sahm e Young Jun dopo la loro ultima incursione al molo. Questi ultimi si recano in una tipografia residente in territorio Hop-Wei per iniziare la lavorazione del denaro falso, ma il titolare di essa, nonostante i debiti che ha nei confronti della tong, rifiuta. La figlia di egli, Yan Mi è di tutt'altro avviso e accetta la produzione del denaro falso in cambio della totale esenzione dei pagamenti di protezione ed estinzione dei debiti da parte di suo padre nei loro confronti. Con Atwood a capo della polizia le repressioni sui territori cinesi sono sempre più crudeli, e Buckley è soddisfatto del suo operato, mentre Bill è totalmente contrario ai suoi metodi. Leary è convocato dall'industriale delle acciaierie Merryweather per stanare il malcontento di alcuni suoi operai connazionali, stanchi di collaborare con operai cinesi. Li licenzia e poi si reca a discuterne con Buckley, che per tutta risposta, lo manda a trattare con un altro lobbista. All'esterno del suo Banshee Pub si vede poi costretto a pestare due dei suoi uomini, che da tempo lo insultano, insoddisfatti del suo operato da quando risiede nel consiglio cittadino. Lee viene rintracciato da due cacciatori di taglie e riesce a salvarsi grazie ad Abigail, che spara alle spalle ad uno dei suoi aggressori. Sopraggiunge Happy Jack che ripulisce il locale, ma scopre su un foglio la taglia che pende sull'ex ufficiale della polizia. Nellie riceve la visita da Douglas Strickland, un magnate che ha ottenuto dal governo un appalto per costruire una ferrovia. Per realizzarla, Nellie è obbligata a vendere i suoi vigneti ma la donna rifiuta. Li Yong e Kong Pak cadono in un agguato durante la trattativa per l'assorbimento della tong Three Brothers da parte della più potente Long Zi, ma hanno la meglio sui loro aggressori, invitandoli poi a ripensarci sul rifiuto della loro proposta di inclusione nella loro organizzazione. Il sergente O'Hara riceve una proposta di lavoro da parte di suo cognato Horace Clark, proprietario di un cementificio, a patto che lasci il corpo di polizia, mentre Lee ne ottiene una dal comandante Mosley: aiutare l'ufficiale dei servizi segreti, a ritrovare le matrici in cambio della cancellazione della taglia sulla testa che pende su di lui.

## Non c'è tempo per la fottuta chimica
- Titolo originale: No Time for F*cking Chemistry
- Diretto da: Dustin Nguyen
- Scritto da: Evan Endicott e Josh Stoddard

### Trama
Ah Sahm, Young Jun, Hong e Wang Chao ripianano i loro debiti che avevano verso Happy Jack con il denaro falso. Strickland ricatta Nellie per avere le sue terre minacciando di rivelare al pubblico la relazione che ella ha con Ah Toy. Lee accetta l'offerta di lavoro di Mosley nonostante Abigail insista per il contrario. Al commissariato poi il giovane ufficiale mostra come identificare le banconote false che da tempo smercia in giro la Hop-Wei: prendere una di esse per poi versarci sopra una composizione chimica di iodio. In caso di banconota perforata dalla soluzione la valuta è automaticamente falsa. Quelle vere invece, ne sono immuni. Mai Ling frequenta sempre di più l'alta borghesia occidentale di San Francisco ed il suo uomo Li Yong è preoccupato. Leary cerca di intimidire Strickland all'uscita di un locale ma alla fine giunge con l'accordarsi. Ah Sahm non gradisce il modo in cui il suo capo Young Jun utilizzi il denaro falso, usato ormai come l'unica soluzione possibile ai problemi economici, e non solo, della loro tong. Dopo che Strickland non riesce ad acquistare la terra di Nellie per la seconda volta, i suoi uomini appiccano fuoco al vigneto e alla proprietà. Nellie, Ah Toy e Lai lottano per reagire contro di loro. Respingono gli aggressori ma con il caro prezzo della tenuta di Nellie divorata dall'ardore delle fiamme.

## A Chinatown, nessuno pensa al per sempre
- Titolo originale: In Chinatown, No One Thinks About Forever
- Diretto da: Dinh Thai
- Scritto da: Francisca X. Hu

### Trama
Ah Toy torna a Chinatown e riprende la vita di sempre a capo del bordello di sua proprietà con lo scopo di proteggere le ragazze. Nella serata del suo rientro il sergente O'Hara la avvisa del nuovo corso della polizia sotto il comando di Atwood, intento a reprimere Chinatown fino all'ultimo centimetro quadrato. Happy Jack si accorge che Lee lavora con i federali e lo minaccia insieme alla sua ragazza di brutte conseguenze nel caso questo rapporto di lavoro diventi molto duraturo. Strickland riesce ad ottenere le terre di Nellie attraverso una sentenza pilotata a suo favore. Il giudice è stato difatti corrotto con la compagnia di prostitute in cambio di sentenza a lui favorevole. La polizia irrompe nel quartiere generale della Hop Wei e fa arrestare Young Jun con la scusante di una finta aggressione a pubblico ufficiale. Ah Sahm e Yan Mi riescono a scappare con le matrici delle banconote false, malgrado l'ostacolo di cinque ufficiali che gli ostacolavano il cammino. Il guerriero cinese vince le loro resistenze e terminata la fuga, intrattiene una relazione sentimentale con la ragazza. Anche Mai Ling finisce in carcere, accusata da Eliza di averci provato sessualmente con il marito di lei, Bernard, quando nel loro penultimo incontro è accaduto esattamente il contrario.

## Whiskey e sesso, il resto può aspettare
- Titolo originale: Whiskey and Sticky and All the Rest Can Wait
- Diretto da: Dinh Thai
- Scritto da: Lillian Yu

### Trama
Mai Ling viene arrestata e non le sono consentite visite. Li Yong pensa di chiedere aiuto alle Sei Compagnie, ma rifiutano a causa delle sconsiderate decisioni finanziarie della sua donna. Il sindaco reggente Buckley discute di un nuovo centro di deportazione per rafforzare la sua campagna elettorale, dove il suo avversario Franklin Thayer avanza nei consensi. Lee e Mosley continuano le ricerche per trovare le matrici per il denaro falso, e cercano indizi sia nella bottega di Chao, che nella stamperia di Yan Mi. I due federali non trovano nulla ma la ragazza cinese riferisce poi ad As Ahm, spingendolo a trovare un altro posto per esse. Quest' ultimo poi è impegnato a scarcerare Young Jun, e tratta la sua libertà attraverso affari economici con la sorella, scarcerata nel frattempo grazie ad accordi segreti, gli ennesimi con Buckley, e con l'enorme apporto di Li Yong che consegna al suo vice una foto compromettente il sindaco, la stessa già vista ed utilizzata da Mai Ling per ricattare questi in passato. La leader della Long Zi deve confrontarsi con le Sei Compagnie e decide di convolare a nozze con Li Yong. Nel frattempo Chao estingue i debiti nei confronti di Happy Jack, facendo nuovi accordi con egli per liberarsi dei federali e delle loro continue visite nella sua armeria. Ma una volta raggiunto lo scopo viene colpito a tradimento proprio dal gangster afro americano, poiché si è accorto del denaro falso datogli in precedenza dal mercante cinese e la Hop Wei. Ah Toy invece chiude la relazione con Nellie rifiutando l'idea di aprire un nuovo vigneto con lei, mentre Bill lascia la polizia dopo l'ennesima retata antisemitica di Atwood, e accetta di lavorare al cementificio di proprietà del cognato, riuscendo a riprendersi la sua famiglia.

## Un cuore tenero non ti servirà a niente
- Titolo originale: A Soft Heart Won't Do You No Favors
- Diretto da: Brett Chan
- Scritto da: Evan Endicott e Josh Stoddard

### Trama
Mai Ling apre a nuovi accordi con Young Jun per evitare la guerra tra le tong che prediligono. Father Jun non si fida della donna e trova un nuovo modo per fare affari: dirigersi ad Est per acquistare argento da commercianti tedeschi. Il figlio accetta e lascia temporaneamente la gestione del clan ad Hong. Giunti sul luogo i due giovani cinesi accompagnati da Father Jun concludono l'affare dell'argento senza troppi problemi, ma durante la notte, il rapporto con i tedeschi si complica dopo che Ah Sahm nota un bambino cinese torturato troppo severamente per un furto in casa di uno di essi. Nel viaggio per rientrare a Chinatown, Ah Sahm scopre che il bambino pestato durante la notte è deceduto, con la madre in lacrime che rivela la sua innocenza, quindi il furto è stato totalmente inventato dai tedeschi. Young Jun tenta invano di frenare l'amico dall'idea di vendicarsi, e lo segue nella resa dei conti contro il clan teutonico, con Father Jun a coprir loro le spalle armato di fucile. Lo scontro si conclude con Ah Sahm che uccide il boss della cosca dentro un monastero trafitto da una croce. Leary stringe mani nella festa di compleanno della figlia di Thayer con degli affaristi per poter placare le ire dei suoi operai disoccupati accompagnato da Strickland. Vestito in doppiopetto per l'occasione in luoghi aristocratici circostanti mai visti in tutta la sua vita, il boss irlandese non nasconde un certo disagio. Richard torna in Georgia e riaffronta il suo passato sfuggendo dalla morte per mano di alcuni dei suoi parenti, i quali vogliono il federale morto impiccato in una quercia ove questi giocava da bambino. Questi cercano vendetta per aver perso altri loro familiari di sua mano, ma solo perché Lee aveva salvato dalle loro angherie la ragazza di colore con la quale aveva avuto una relazione in passato. Nel tragitto che dovrebbe portare Lee e Chao verso la morte, una ruota del carro si blocca in un fosso, e questo consente al commerciante cinese di scappare per poi liberarsi dalle manette con un chiodo che aveva staccato nel vagone dove veniva deportato insieme al federale. Poi uccide uno dei suoi seguitori e corre a salvare Lee, legato ad un cappio alla quercia e torturato a suon di frustate. Nella notte il federale seppellisce sua zia Violet e i suoi cugini aiutato da Chao, ed insieme tornano a Chinatown.

## Devi essere disonesto per cavartela in un mondo disonesto
- Titolo originale: Gotta Be Crooked to Get Along in a Crooked World
- Diretto da: Dennie Gordon
- Scritto da: Glenise Mullins

### Trama
Young Jun riesce a far soccorrere il padre trafitto dalla pallottola rimediata durante lo scontro con i tedeschi. Ma una volta estrattala, deve fare i conti con le sue paranoie dovute ad attacchi di sonnambulismo. Non contento di dividere gli introiti della sua tong a metà con Mai Ling, chiede a Yan Mi di stampare denaro falso extra. Ah Toy deve proteggere le sue ragazze da Ming Yu, un uomo che gestisce come lei una casa per appuntamenti e sotto la protezione della Long Zii. Lee e Chao ottengono vendetta su Happy Jack grazie ad un tranello organizzato insieme ad Abigail, che attira il cognato dentro il suo bar per poi sparargli con una fucilata in petto. Chao gli dà infine il colpo di grazia con un colpo di pistola alla testa. Liberatosi dei parenti e di colui che lo aveva consegnato a loro, ossia Happy Jack, Richard vorrebbe rassegnare le dimissioni, ma Mosley le respinge obbligandolo a continuare la sua collaborazione con l'agente del tesoro, per non divulgare al pubblico la sua incriminazione di omicidio. Il giovane federale potrà ritirarsi solo a missione compiuta, ossia trovare le matrici adibite allo stampo di denaro falso. L'ex sergente di polizia Bill O'Hara comincia il suo nuovo lavoro al cementificio di suo cognato ma con altra mansione da quel che lui si aspettava: da manovale, anziché dietro una scrivania. Clarke gli assicura tale incarico con il passare del tempo, per evitare malumore tra i suoi dipendenti per il legame di parentela che li lega entrambi. Due teppisti irlandesi, i fratelli Connor e Garrett Donahue sconfinano su suolo cinese rubando cibo in un negozio e vengono arrestati. Ad assistere alla scena del furto c'è un giovane orientale che risponde con degli amici andando a pestare un irlandese nel suo stesso territorio. Leary è impegnato su due fronti e cerca di placare le ire dei suoi connazionali. Prova a scarcerare i Donahue, ma al commissariato di polizia trova due sgradite sorprese: l'addio dell'amico Bill O'Hara dal corpo di polizia, di cui non ne sapeva nulla, e la conoscenza del nuovo capo della polizia Benjamin Atwood il quale, gli nega la libertà dei Donahue. Poi mette piede per la prima volta a Chinatown e tratta con Ah Sahm una soluzione per il pestaggio avvenuto nel suo territorio: la consegna dei cinesi colpevoli per evitare una nuova rivolta tra i due popoli per le strade. Ah Sahm li trova dentro la casa per appuntamenti di Ah Toy e li punisce intimandogli di non sconfinare più al di fuori di Chinatown. Thayer si ritira dalla corsa a sindaco di San Francisco per salvaguardare la sua reputazione e della figlia, a causa dei suoi trascorsi con un italiano di umili origini. Buckley vince così a mani basse le elezioni e si prende in mano San Francisco, diventando sindaco a tutti gli effetti.

## Sai quando stai perdendo la lotta
- Titolo originale: You Know When You're Losing a Fight
- Diretto da: Dennie Gordon
- Scritto da: Hoon Lee

### Trama
Nel giorno delle nozze tra Mai Ling e Li Yong, la tong che gli sposi prediligono si unisce a quella della Hop Wei per l'occasione. Buckley tiene il suo primo discorso come sindaco ufficiale, e Leary è convinto di poter contare sul suo appoggio per poter scarcerare i Donahue. Al matrimonio di Mai Ling si parla di affari: Ah Sahm vuole sapere di più dal suo boss riguardo ai nuovi stampatori presso la sua donna Yan Mi, mentre Lee, giunto alla festa insieme a Mosley, tratta nuovi accordi con Chao, il quale rifiuta. Li Yong invece è convocato da Kong Pak e gli anziani delle Sei Compagnie riguardo alle ambizioni sfrenate di potere della sua novella sposa. Questi però risponde che malgrado le nozze, è sempre la moglie a comandare. Ah Toy regola i conti con Ming Yu riguardo la salvaguardia delle sue ragazze. Alla fine del matrimonio Father Jun mette dubbi al figlio riguardo la fedeltà di Ah Sahm. Mai Ling, impegnata in una notte d'amore con suo marito, manda i suoi sicari ad uccidere gli anziani delle Sei Compagnie e Kong Pak, che riesce a salvarsi. Quest'ultimo si reca da Li Yong il giorno dopo mettendolo al corrente dell'agguato ordinato da sua moglie. Scoppia un duello dove Li Yong uccide a malincuore l'amico di vecchia data, chiede di essere da solo nel momento di dolore, con i dubbi ormai insinuati nei confronti di Mai Ling. Bill ottiene una promozione da suo cognato e passa alla contabilità della sua azienda. A fine lavoro siede a bere una birra con Leary e lo accontenta sul chiedere ai suoi ex luogotenenti la scarcerazione dei Donahue, nonostante abbia lasciato la polizia. Gli ufficiali dapprima rifiutano, poi cedono alle sue richieste, ma trovano l'opposizione di Atwood che sfida in duello O'Hara. Bill invece propone la libertà dei due detenuti su pagamento di cauzione, Atwood però insiste per la lotta. I due si chiudono nella cella dove sono rinchiusi i Donahue e combattono: se Bill vince, i due fratelli sono liberi, in caso di sconfitta, finisce dietro le sbarre con loro e Dylan. L'ex sergente di polizia ha la meglio: libera così i Donahue, ed è consapevole del suo futuro arresto per aver pestato, nonché battuto in un duello un ufficiale e capo della polizia. Nel seppellire Kong Pak in una bara fornitagli da Chao, Li Yong libera ogni insinuazione riguardo alle ambizioni sfrenate di sua moglie: da' ragione all'amico defunto e chiede al mercante cinese come agire al riguardo. Lai riesce ad intrufolarsi dentro la villa di Strickland come domestica.

## La morte è ritornare a casa
- Titolo originale: All of Death Is a Going Home
- Diretto da: Loni Peristere
- Scritto da: Brad Kane

### Trama
Douglas Strickland riceve in piena notte la visita di Lai. Nasce un duello a colpi di lama dove il magnate esce vincitore. Il corpo della ragazza viene poi rilasciato sull'uscio della porta della casa di Nellie. Questa poi si reca da Ah Toy e le due imprenditrici giurano vendetta per la morte della giovane spadaccina. Bill viene promosso capo della polizia al posto del convalescente Atwood dal sindaco Buckley. La nomina avviene grazie agli ex colleghi che lo coprono riguardo al duello vinto contro di lui. Lee e Mosley trovano denaro falso nella stamperia di Yan Mi e arrestano la ragazza. Li Yong chiede chiarimenti alla moglie riguardo agli ultimi eventi, Mai Ling rinuncia per la situazione ancora troppo tesa con il consorte. Leary rompe il sodalizio di affari con Strickland dopo aver visto che anche quest' ultimo utilizza manodopera cinese per risparmiare sui costi di produzione. Il boss irlandese rivede così la stessa situazione già riscontrata alle acciaierie con Mercer e torna alla sua vita di sempre. Ordina ai suoi uomini, compresi i Donahue di far saltare il ponte che lega due lati opposti della linea ferroviaria. Young Jun uccide a malincuore suo padre Father Jun su sua richiesta, mettendo così fine alle sue sofferenze. Wang Chao tiene il discorso funebre dell'anziano boss della Hop Wei. Ah Sahm irrompe nel commissariato di San Francisco e tratta il rilascio con i due federali ed il neo capo della polizia O'Hara, di Yan Mi: le lastre, situate nella fabbrica di ghiaccio della Long Zii in cambio della scarcerazione della sua donna. Ah Sahm si occupa anche di programmare il momento di irruzione della polizia, ma in caso di fallimento dell'operazione, rischia la deportazione della sua donna. Poi va da Chao a depositare temporaneamente un borsa con dentro due biglietti di un treno, e i suoi risparmi da quando è approdato a San Francisco: l'idea è di tornare all'armeria di Chao con la sua ragazza, una volta rilasciata dalla polizia, prendere i soldi, e scappare dalla città. Avvisa poi il mercante cinese della futura retata in programma alla fabbrica di ghiaccio, e lo invita a starne fuori. Sul retro bottega, Chao riceve la visita inaspettata di Isaac, ex braccio destro di Happy Jack, intento a vendicare la sua morte. Con un coltello piantato in gola gli tende una trappola mandandolo alla fabbrica di ghiaccio per fargli rubare le lastre rinchiuse al suo interno. Leary regola i conti nel suo pub con cinque sicari mandati da Strickland. Ottiene la meglio, ed un urlo liberatorio avverte che il suo lato gangster è definitivamente riemerso.

## Si è aperta una fottuta opportunità
- Titolo originale: A Window of F*cking Opportunity
- Diretto da: Loni Peristere
- Scritto da: Evan Endicott, Josh Stoddard e Danielle DiPaolo (soggetto); Jonathan Tropper (sceneggiatura)

### Trama
Mai Ling regola i conti con Eliza in piena notte in casa di lei. Dal confronto emerge che ella era al corrente dei continui tradimenti del marito, ma per non dire la verità sulle avance di questi su Mai Ling, le è convenuto di più dire il falso, facendola arrestare per non perdere i suoi averi, di proprietà del focoso consorte. Nello stesso momento Ah Toy, accompagnata da Nellie, trafigge a colpi di spada Strickland vendicando così la morte della sua apprendista Lai. Il gesto impedisce a Leary di fare altrettanto, venuto per rispondere dell'irruzione dei suoi uomini dentro il suo pub, e viene fermato da O'Hara sulla strada che lo porta verso la casa del magnate. I due irlandesi giungono all'interno dell'abitazione e trovano Strickland già morto. Si sbarazzano del cadavere e il capitano prevede una futura indagine di omicidio a suo carico. Catherine Archer accetta la proposta di matrimonio di Buckley. Il sindaco avvisa poi Mai Ling della retata in via di attuazione nella fabbrica di ghiaccio della sua tong, garantendole la libertà malgrado il sequestro dei materiali e gli arresti dei suoi uomini che ne verranno. Ah Sahm prende le lastre nella fabbrica di ghiaccio mettendo Hong al corrente della situazione riguardo esse e la polizia. Tuttavia non fanno in tempo a scappare perché trovano già le forze dell'ordine dentro la fabbrica, con l'opposizione della Long Zii, più Isaac insieme al clan della Barbary Coast. Segue una sparatoria dove Ah Sahm uccide in duello Isaac, e consegna in segreto le lastre a Lee. Viene stordito da un ufficiale all'uscita dello stabile ma riesce a scappare con l'aiuto di Hong. Come per accordi presi in precedenza, il federale libera la ragazza. A missione compiuta, Mosley lascia San Francisco per risolvere un altro caso di contraffazione in un'altra città, e promette a Lee di archiviare la sua incriminazione per omicidio una volta giunto agli uffici centrali della polizia federale. Yan Mi si congeda dal padre e prepara i bagagli per poter fuggire con Ah Sahm. Leary trova in Pearce un nuovo socio da sostituire a Strickland nell'affare della ferrovia. L'industriale accetta in maniera un po' forzata, ma capisce subito al volo il vero prezzo da pagare: la manodopera proveniente dai suoi uomini. Seduti sull'uscio di casa di O'Hara, il capitano e Richard festeggiano la buona riuscita dell'operazione. Il giovane ufficiale medita di tornare in polizia in modo permanente. Ah Sahm si riprende dopo essere stato stordito durante la retata e nota tutta la Hop Wei sul piede di guerra. Cerca di far ragionare Young Jun sui propositi di uccidere Yan Mi, ma il vero obiettivo del boss è sua sorella Mai Ling, rimasta sola dopo l'abbandono di Li Yong e l'arresto di tutti i suoi uomini alla fabbrica di ghiaccio. Ah Sahm si oppone ugualmente, colto dal legame di parentela che ancora lo lega alla sorella e affronta gli uomini della sua tong compresi gli amici Hong e Young Jun. Vince la battaglia ed esanime si reca da Mai Ling, che riesce a sopravvivere dall'assalto da alcuni uomini mandati sul posto da Young Jun. Chao corre alla stazione da Yan Mi a consegnare la borsa di Ah Sahm. La ragazza riceve i soldi e parte senza il suo amato in cerca di una nuova vita. A commissione compiuta Chao trova la morte accoltellato alla schiena da Zing. L'ex leader dei Fug Hai è riuscito ad evadere evitando così una certa esecuzione e ottiene vendetta su chi lo ha incastrato costringendolo alla galera. Li Yong si cura le ferite dopo il duello vinto contro Kong Pak e lascia la Long Zii seguito da alcuni uomini che si spogliano delle vesti della tong dinanzi a lui.